# La Torre de Claramunt
La Torre de Claramunt (Torre de Claramunt in spagnolo) è un comune spagnolo di 2 519 abitanti situato nella comunità autonoma della Catalogna.